# Chris Obekpa
Chris Obekpa, né le 14 novembre 1993, à Makurdi, au Nigeria, est un joueur nigérian de basket-ball. Il évolue au poste de pivot. 